# Waverley (dystrykt)
Waverley – dystrykt w hrabstwie Surrey w Anglii.

## Miasta
- Farnham
- Godalming
- Haslemere

## Inne miejscowości
Alfold, Alfold Crossways, Badshot Lea, Blackheath, Bowlhead Green, Bramley, Brook, Busbridge, Charleshill, Chiddingfold, Churt, Compton, Cranleigh, Dippenhall, Dunsfold, Eashing, Elstead, Enton, Ewhurst, Farncombe, Frensham, Gatwick, Grayswood, Hale, Hambledon, Hascombe, Heath End, Hindhead, Hurtmore, Lower Bourne, Milford, Norney, Peper Harow, Ramsnest Common, Rowledge, Runfold, Shamley Green, Shottermill, Thursley, Tilford, Tuesley, Weybourne, Wheelerstreet, Witley, Wonersh, Wormley, Wrecclesham.